# Kaley Cuoco
Kaley Cuoco, née le 30 novembre 1985 à Camarillo en Californie, est une actrice, productrice exécutive et mannequin américaine.
Après une série de rôles secondaires au cinéma et à la télévision, à la fin des années 1990, elle se fait remarquer, dans un premier temps, avec le rôle de Bridget Hennessy dans la sitcom Touche pas à mes filles (2002-2005). Puis, dans le rôle de Billie Jenkins dans la série dramatique / fantastique Charmed (2005-2006). 
En 2007, elle rejoint la série Prison Break pour deux épisodes, puis continue sa carrière avec succès grâce à son interprétation du rôle de Penny dans la sitcom The Big Bang Theory. Ce rôle qu'elle tient jusqu'à l'arrêt de la série en 2019 lui vaut de multiples récompenses. 
Depuis le 29 octobre 2014, Kaley Cuoco a sa propre étoile sur le Hollywood Walk of Fame,.
Au cinéma, elle incarne plusieurs rôles, on peut citer Gretchen Palmer dans le film Témoin à louer ainsi que Samantha O’hare dans le film Hop ou plus récemment en 2022 où elle joue le rôle de Maggie dans The Man from Toronto ainsi que le rôle de Sheila dans Meet Cute aux côtés de Pete Davidson.
Depuis 2020, elle incarne le rôle principal de la série à succès The Flight Attendant sur HBO Max.
Elle a souvent été récompensée pour son travail d’actrice, notamment aux Critics’ Choice Awards ainsi qu’au Satellite Awards et plusieurs récompenses ou citations lors des People's Choice Awards, des Teen Choice Awards et même à plusieurs reprises des prestigieux Golden Globes.

## Biographie

### Enfance et formation
Née à Camarillo, dans le comté de Ventura, en Californie, Kaley Cuoco est la fille aînée de Gary Carmine Cuoco, un agent immobilier, et de Layne Ann Wingate, une femme au foyer.
Elle a une jeune sœur, prénommée Briana Cuoco (née le 29 novembre 1988), qui est son assistante, et qui a également participé à la cinquième saison de The Voice en 2013.
Elle a des origines italiennes du côté de son père, et allemandes et anglaises du côté de sa mère.
En 1998, Kaley Cuoco était classée 54e joueuse de tennis de Californie du sud dans sa catégorie d'âge, un sport qu'elle pratique depuis l'âge de trois ans. Cependant, en 2002, à l'âge de 16 ans, elle a mis un terme à sa carrière.

### Carrière

#### Débuts télévisuels remarqués

Logo original de la série Touche pas à mes filles.

Kaley Cuoco lance sa carrière d'actrice en 1995, à l'âge de dix ans, en jouant dans le thriller Programmé pour tuer. Par la suite, à la fin des années 1990 et au début des années 2000, elle apparaît dans Un homme à femmes (The Ladies Man), The Brady Bunch, Growing Up Brady et Un match au sommet.
En 2002, à l'âge de 16-17 ans, elle commence à incarner Bridget Hennessy, la fille aînée de Paul Hennessy (interprété par John Ritter) et Cate Hennessy (interprétée par Katey Sagal) dans la sitcom Touche pas à mes filles, qui est diffusée sur la chaîne ABC de septembre 2002 à avril 2005. La série permet de révéler l'actrice au grand public, elle remporte le Teen Choice Awards de la meilleure révélation féminine.  
Outre ce rôle, Kaley Cuoco a joué dans plusieurs téléfilms, dont Magnitude 10,5 (2004), Délits de mode (2004), ou Debating Robert Lee (2004). Elle prête également sa voix à plusieurs personnages dans des films d'animation tels que Brandy et M. Moustache ou Bratz Génie et Magie. 
Entre 2005 et 2006, elle interprète Billie Jenkins, une jeune sorcière et nouvelle protégée des sœurs Halliwell, dans la huitième et dernière saison de la série Charmed. Elle prête également sa voix à l'un des personnages de la série d'animation Bratz. Elle intervient ensuite dans deux épisodes de la seconde saison de Prison Break.

#### The Big Bang Theoryet révélation

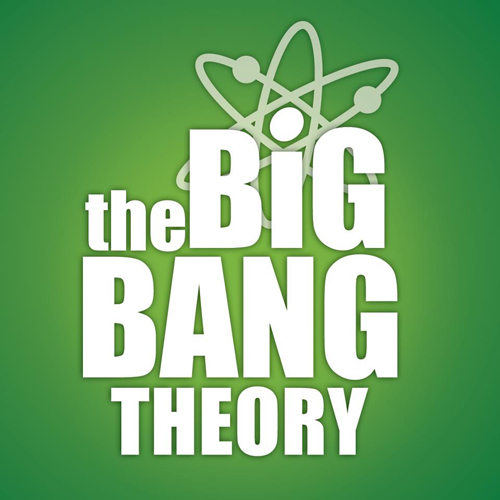
Logo original de la série télévisée The Big Bang Theory.

En 2007, elle obtient l'un des rôles principaux de la sitcom The Big Bang Theory sur CBS, aux côtés de Johnny Galecki, Jim Parsons, Simon Helberg et Kunal Nayyar. La série suit la vie fictive de deux scientifiques de Caltech à Pasadena en Californie, le physicien expérimental Leonard Hofstadter et le physicien théoricien Sheldon Cooper qui ont pour voisine de palier une jolie serveuse, Penny, dont le rêve est de devenir actrice. L'effet comique de la série joue beaucoup sur le contraste entre l'intelligence et la « geekitude » de Leonard et Sheldon et le bon sens et l'intelligence sociale de Penny. Le show est un succès critique et public. 

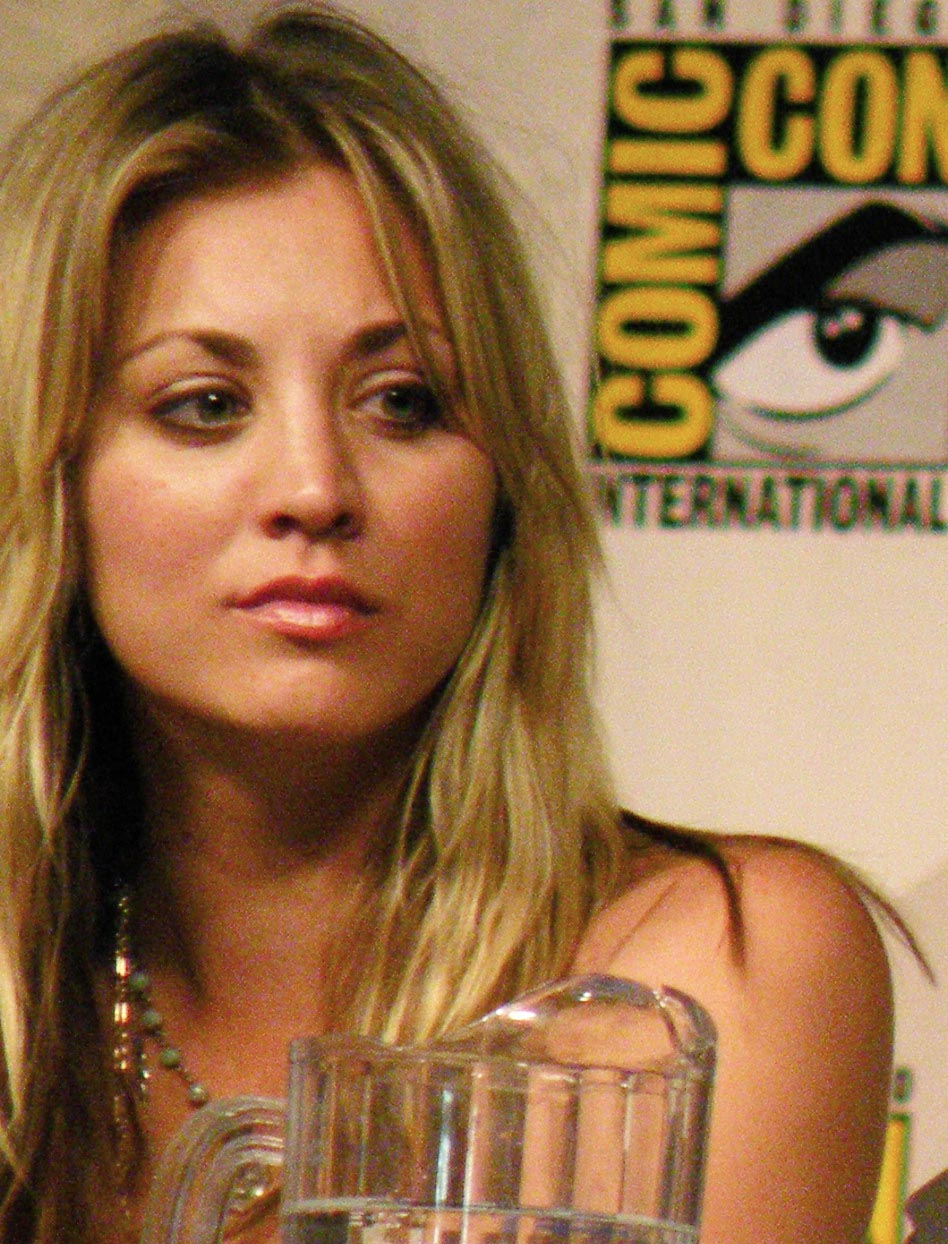
Lors du Comic-Con 2009.

De 2007 à 2010, les acteurs de la sitcom touchent 60 000 dollars par épisode mais, pour la saison 2010-2011, ils négocient avec la production pour toucher 200 000 dollars par épisode. Le 13 septembre 2010, à la suite d'une grave chute de cheval, Kaley Cuoco se casse la jambe et doit renoncer à tourner dans deux épisodes de la série. Le 4 août 2014, il est annoncé que la jeune femme et ses partenaires Johnny Galecki et Jim Parsons touchent désormais 1 million de dollars par épisode. En mars 2014, la série est renouvelée pour trois saisons ; elle reste donc sur les écrans jusqu'en mai 2017.
Parallèlement à cet engagement, après le téléfilm Dans la peau d'une ronde en janvier 2007, Kaley Cuoco joue dans le film d'horreur Killer Movie en 2008, aux côtés d'autres vedettes de séries télévisées comme Paul Wesley, Torrey DeVitto et Leighton Meester.
En 2011, l'actrice joue dans la comédie mélangeant prises de vues réelles et images animées, Hop aux côtés de James Marsden, qui rencontre un franc succès au box office. La même année, elle joue un second rôle dans le film dramatique The Last Ride avec Henry Thomas, Jesse James et Fred Dalton Thompson, tièdement accueilli par la critique.
En 2012, accompagnée par Rob Lowe, elle porte le téléfilm dramatique L'Intouchable Drew Peterson. Elle présente en août 2011 la treizième cérémonie des Teen Choice Awards, et en janvier 2012 la trente-huitième cérémonie des People's Choice Awards. Elle est de nouveau présentatrice l'année suivante pour la trente-neuvième cérémonie.

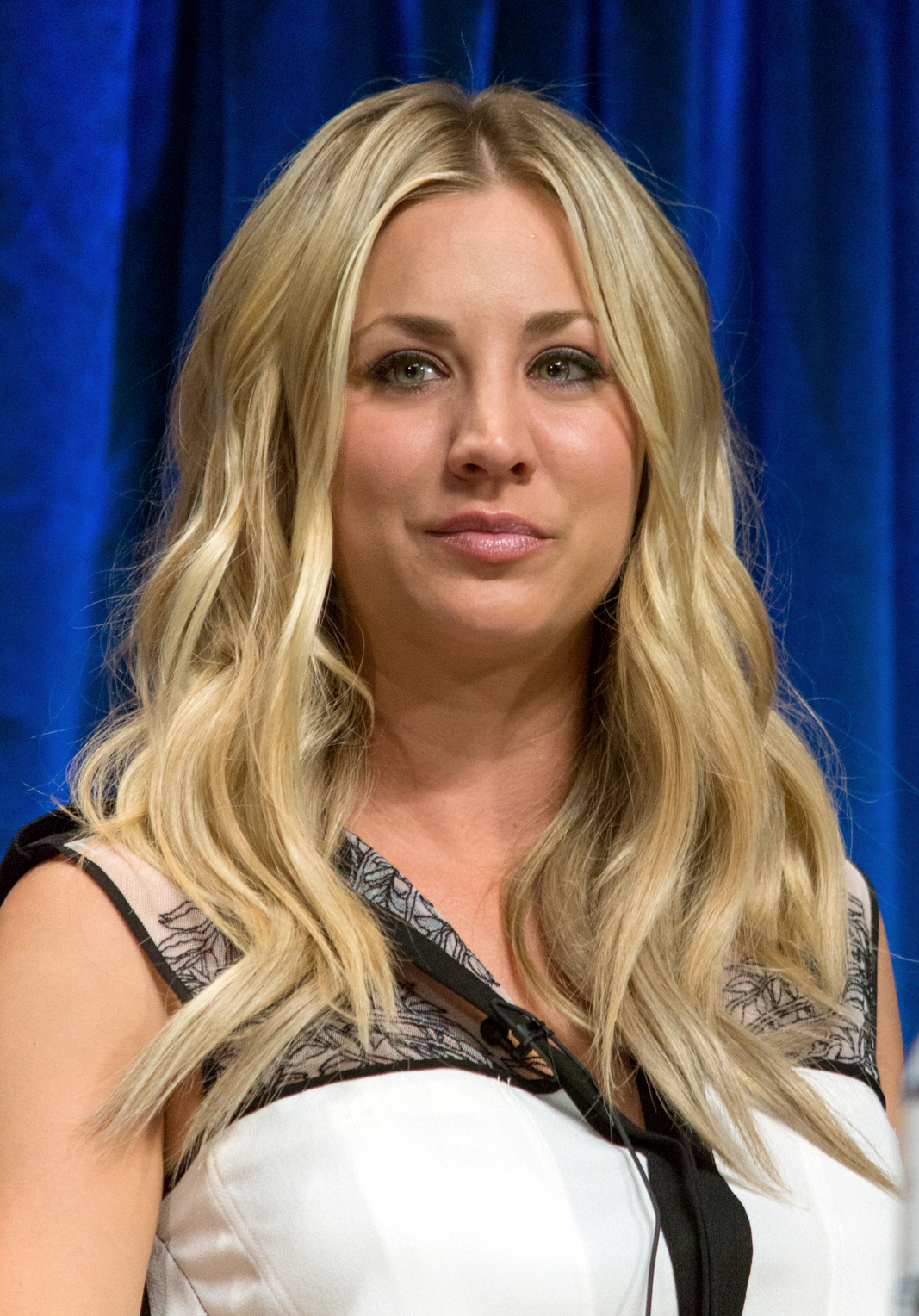
Au PaleyFest 2013, pour la série télévisée The Big Bang Theory.

En 2015, elle est à l'affiche de trois longs métrages : d'abord en tant que premier rôle féminin de la comédie Témoin à louer avec Kevin Hart et Josh Gad, qui fonctionne correctement au box office mais est laminé par la critique. Ensuite, elle joue dans le drame indépendant Burning Bodhi avec Sasha Pieterse et Virginia Madsen, enfin, elle donne de la voix pour le film d'animation Alvin et les Chipmunks : À fond la caisse. 
En 2017, elle prête brièvement sa voix pour la comédie The Boyfriend : Pourquoi lui ? et joue son propre rôle dans Handsome : Une comédie policière Netflix, portée par l'acteur Jeff Garlin.
En 2018, alors que The Big Bang Theory réalise encore de bonnes audiences, étant même considérée comme la série la plus regardée aux États-Unis, le réseau CBS annonce l'arrêt de la production à l’issue de la douzième saison. À la suite de cette annonce, l’actrice témoigne de son émotion face à cette décision et remercie les fans du show pour leur fidélité,.
En 2020, Kaley Cuoco poursuit sa collaboration avec Warner Bros. Television en devenant l'héroïne d'une série télévisée intitulée, The Flight Attendant, qui raconte l'histoire d'une jeune femme qui se réveille à côté d'un cadavre, sans le moindre souvenir, à la suite d'une soirée alcoolisée. Véritable succès, la série est reconduite pour une deuxième saison. Dans le même temps, elle obtient le rôle titre de la série d'animation Harley Quinn,.

### Vie privée
Entre 2003 et 2004, Kaley Cuoco fréquente Kevin Zegers, puis Thad Luckinbill,. Par la suite, elle entame une relation avec le musicien Jaron Lowenstein (né le 18 mars 1974) de février 2005 à août 2006. Elle vit ensuite secrètement une histoire d'amour avec son partenaire dans The Big Bang Theory, Johnny Galecki, de juillet 2007 à décembre 2009,. En mai 2010, elle commence à fréquenter le musicien, Christopher French (né le 23 avril 1982) — aujourd'hui marié à l'actrice et chanteuse Ashley Tisdale, mais ils finissent par se séparer un an plus tard,,.
Le 25 octobre 2011, elle annonce ses fiançailles avec Josh Resnik (né le 4 septembre 1973), un médecin spécialiste en toxicomanie, qu'elle fréquente depuis deux mois seulement. Cependant, le 2 mars 2012, elle annonce leur séparation. Elle fréquente ensuite le musicien Bret Bollinger (né le 7 janvier 1978) de mars 2012 à janvier 2013, puis l'acteur Henry Cavill de juin à juillet 2013.
En juillet 2013, elle devient la compagne du joueur de tennis Ryan Sweeting. Ils se fiancent en septembre 2013, puis se marient le 31 décembre 2013 dans le comté de Ventura, en Californie. À la suite de son mariage, Kaley décide de changer son nom et se fait donc appeler Kaley Cuoco-Sweeting dans le milieu professionnel. Le 25 septembre 2015, le couple annonce qu'ils sont séparés et en procédure de divorce, au bout de 21 mois d'union et trois ans de vie commune. Leur divorce a été prononcé le 6 mai 2016.
Le 30 novembre 2017, elle se fiance au cavalier américain Karl Cook (né le 25 décembre 1990)— son compagnon depuis février 2016. Ils se marient le 30 juin 2018. En août 2019, l'actrice confie dans la presse qu'elle ne vit pas sous le même toit que son époux, et qu'ils ne suivent pas les « règles traditionnelles » du mariage. En mars 2020, le couple annonce sur les réseaux sociaux qu'ils viennent d'emménager ensemble. Le 3 septembre 2021, ils annoncent via un communiqué qu'ils sont en procédure de divorce après plus de cinq ans de relation et trois ans de mariage. Leur divorce est prononcé fin juin 2022.
En mai 2022, Kaley Cuoco officialise son couple avec l'acteur américain Tom Pelphrey, le décrivant comme « l'amour de sa vie »,. Le 11 octobre 2022, via une publication Instagram, le couple annonce attendre son premier enfant. Kaley Cuoco donne naissance à leur fille, Matilda Carmine Richie Pelphrey, le 30 mars 2023. Le couple annonce ses fiançailles le 14 août 2024.

## Filmographie

### Cinéma

#### Longs métrages
- 1995 : Programmé pour tuer (Virtuosity) de Brett Leonard : Karin Carter
- 1997 : Trait pour trait (Picture Perfect) de Glenn Gordon Caron : Une petite fille
- 2000 : Can't Be Heaven de Richard Friedman : Teresa Powers
- 2004 : Debating Robert Lee (it) de Dan Polier : Maralee Rodgers
- 2004 : The Hollow de Kyle Newman : Karen
- 2005 : Lucky 13 de Chris Hall : Sarah Baker
- 2006 : Bratz : Rock Angelz de Mucci Fassett : Kirstee Smith (voix)
- 2006 : Bratz : Génie et Magie (Bratz : Genie Magic) de Mucci Fassett et Nick Rijgersberg  : Kirstee Smith (voix)
- 2006 : Bratz: Passion 4 Fashion Diamondz de Mucci Fassett et Nick Rijgersberg : Kirstee Smith (voix)
- 2006 : Separated at Worth : Gabby
- 2006 : Wasted de Matt Oates : Katie Cooning
- 2007 : Cougar Club de Christopher Duddy : Amanda
- 2008 : Killer Movie de Jeff Fisher : Blanca Champion
- 2010 : The Penthouse de Chris Levitus : Erica Roc
- 2011 : Hop de Tim Hill : Samantha O'Hare
- 2011 : The Last Ride de Harry Thomason : Wanda
- 2014 : Authors Anonymous de Ellie Kanner : Hannah Rinaldi (également productrice exécutive)
- 2015 : Témoin à louer (The Wedding Ringer) de Jeremy Garelick : Gretchen Palmer
- 2015 : Burning Bodhi de Matthew McDuffie : Katy
- 2015 : Alvin et les Chipmunks : À fond la caisse (Alvin and the Chipmunks: The Road Chip) de Walt Becker : Eleanor (voix)
- 2016 : The Boyfriend : Pourquoi lui ? (Why Him?) de John Hamburg : Justine (voix)
- 2017 : Handsome : Une comédie policière Netflix (Handsome : A Netflix Mystery Movie) de Jeff Garlin : elle-même
- 2022 : The Man from Toronto de Patrick Hughes : Maggie
- 2022 : Meet Cute d'Alex Lehmann : Sheila
- 2023 : Role Play de Thomas Vincent : Emma Brackett

### Télévision

#### Séries télévisées
- 1994 : Bienvenue en Alaska (Northern Exposure) : Miranda à 7 ans
- 1994 : Angela, 15 ans (My So-Called Life) : Angela Chase jeune
- 1996 : Ellen : Ellen Morgan jeune
- 1998 : The Tony Danza Show : Pammie Green
- 2000 - 2001 : Un homme à femmes  (Ladies Man) : Bonnie Stiles
- 2001 : Sept à la maison (7th Heaven) : Lynn
- 2002 : First Monday : Alyssa
- 2002 : The Ellen Show : Vanessa
- 2002 : Aux portes du cauchemar (The Nightmare Room) : Kristin Ferris
- 2002 - 2005 : Touche pas à mes filles (8 Simple Rules) : Bridget Hennessy
- 2004 : The Help : Carly Michaels
- 2004 : Les Sauvages (Complete Savages) : Erin
- 2004 - 2006 : Brandy et M. Moustache (Brandy and Mr. Whiskers) : Brandy Harrington (voix)
- 2005 - 2006 : Charmed : Billie Jenkins
- 2005 - 2006 : Les Loonatics (Loonatics Unleashed) : Paula Hayes / Weather Vane (voix)
- 2005 - 2006 : Bratz : Kirstee Smith (voix)
- 2006 : Secrets of a Small Town : Misty Anders
- 2006 : Magnitude 10,5 (10.5) : Amanda Williams
- 2006 - 2008 : Monster Allergy : Elena Potato (voix)
- 2007 : Prison Break : Sasha (saison 2, épisodes 15 et 16)
- 2007 - 2019 : The Big Bang Theory : Penny Hofstadter
- 2019 - : Harley Quinn : Dr Harleen Quinzel / Harley Quinn (voix)
- 2020 - 2022 : The Flight Attendant : Cassandra "Cassie" Bowden
- 2021 : Larry et son nombril (Curb Your Enthusiasm) : Heidi
- 2023 : DC Titans : Dr Harleen Quinzel / Harley Quinn (caméo archive audio)
- 2023-2024 : Based on a True Story : Ava Bartlett
- 2026 : Vanished de Barnaby Thompson

#### Téléfilms
- 1992 : Quicksand : No Escape de Michael Pressman : Connie Reinhardt
- 1997 : Toothless de Melanie Mayron : Lori
- 1998 : Mr. Murder de Dick Lowry : Charlotte Stillwater
- 2000 : Un match au sommet (Alley Cats Strike) de Rod Daniel : Elisa Bowers
- 2000 : Growing Up Brady de Richard A. Colla : Maureen McCormick
- 2001 : Nathan's Choice de Robert Berlinger : Olivia
- 2004 : Crimes of Fashion de Stuart Gillard : Brooke
- 2006 : Separated at Worth de Andy Ackerman : Gabby
- 2007 : Dans la peau d'une ronde (To Be Fat Like Me) de Douglas Barr : Alyson Schmidt
- 2012 : L'Intouchable Drew Peterson (Drew Peterson : Untouchable) de Mikael Salomon : Stacy Peterson
- 2022 : Rendez-vous hier

### Jeux vidéo
- 2005 : Bratz : Rock Angelz : Kirstee Smith
- 2006 : Bratz : Forever Diamondz : Kirstee Smith

### Clips vidéo
- 2014 : Can You Do This de Aloe Blacc

## Distinctions

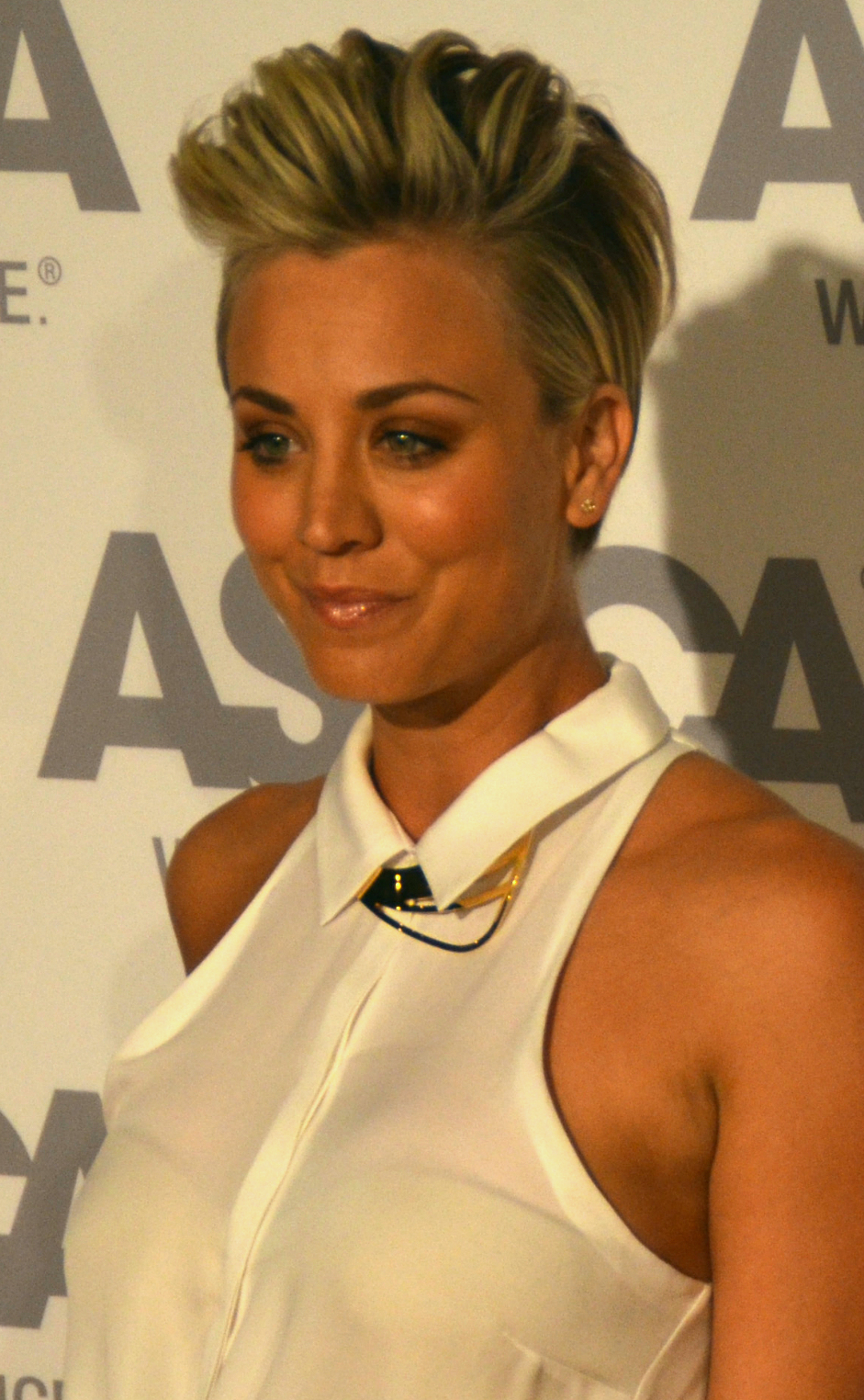
Kaley Cuoco, lors de la cérémonie des ASPCA Awards 2014.

Sauf indication contraire ou complémentaire, les informations mentionnées dans cette section proviennent de la base de données IMDb.

## Voix francophones
En version française, Kaley Cuoco est dans un premier temps doublée par Barbara Beretta dans Sept à la maison et Edwige Lemoine, dans Les Sauvages.
La doublant une première fois dans la série Aux portes du cauchemar en 2002, Laura Préjean, devient la voix régulière de Kaley Cuoco, lui prêtant sa voix dans la quasi-totalité de ses apparitions. Ainsi, elle la retrouve dans Touche pas à mes filles, Charmed, Prison Break, The Big Bang Theory, The Man from Toronto ou encore The Flight Attendant. 
À titre exceptionnel, l'actrice est doublée par Anne Plumet dans Cougar Club, Chloé Stefani dans Hop, Élisa Bourreau dans L'Intouchable Drew Peterson, Karine Foviau dans Alvin et les Chipmunks : À fond la caisse, Pascale Chemin dans Handsome, Fanny Fourquez dans Young Sheldon et Dorothée Pousséo dans Harley Quinn.